# Земли Венеры
К землям Венеры, согласно правилам планетной номенклатуры, принятыми Международным астрономическим союзом, относят обширные возвышенности. Согласно тем же правилами, их называют в честь богинь любви в мифологии различных стран.
На Венере обнаружено всего 3 таких региона:
| Название       | Координаты              | Размеры (км) |
| -------------- | ----------------------- | ------------ |
| Земля Афродиты | 104,8 з. д. и 5,8 ю. ш. | 10000        |
| Земля Иштар    | 27,5 з. д. и 70,4 с. ш. | 5610         |
| Земля Лады     | 20,0 з. д. и 62,5 ю. ш. | 8615         |

- Земля Афродиты — названа в честь греческой богини любви, аналог римской богини любви, в честь которой названа сама планета. Расположена в южном полушарии планеты чуть ниже экватора.
- Земля Иштар — названа в честь богини любви в аккадской мифологии. Расположена в северном полушарии планеты. Здесь находится самая высокая точка на Венере, горы Максвелла.
- Земля Лады — названа в честь славянской богини любви. Расположена в малоизученной области южного полушария планеты.